# 権量銘
権量銘（けんりょうめい）は、中国の秦代に全国に配布された度量衡の標準器に記された、国定であることを示す証明文。紀元前221年に初代皇帝・始皇帝の命により刻銘・配布されたものと、紀元前209年に二世皇帝の命により刻銘・配布されたものがある。
「始皇七刻石」とともに数少ない篆書体の書蹟として知られる。

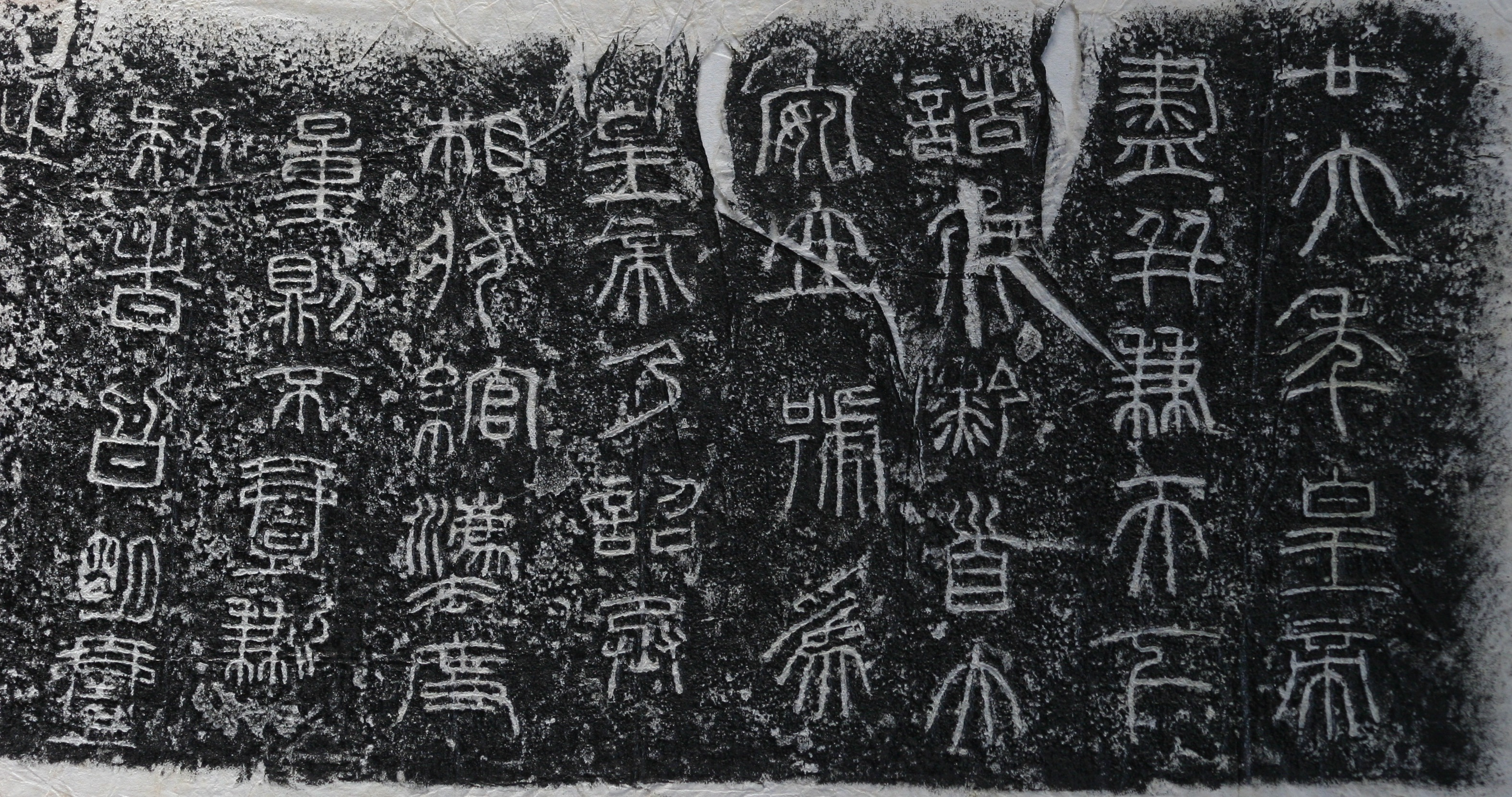
秦権　廿六年詔権量銘全文

## 概要
紀元前221年、秦の始皇帝は戦乱の中国を制し、統一王朝を打ち立てた。この際、中央集権制確立のためにさまざまな規格統一が行われた。その大きなものが、篆書体＝小篆への書体統一と度量衡の統一であった。
このうち度量衡の統一に際しては、決まった大きさの金属製ないし木製の分銅（権）や枡（量）を標準器として全国に配布することで行ったが、この際に公式に認められたものであることを示す証明文を公式書体の小篆を用いてものし、分銅・枡に添付することにした。これによって金属製のものには証明文が直に刻み込まれ、木製のものには証明文を記した銅板が貼りつけられた。これらの銘文を総称したのが「権量銘」である。
この配布と証明文発行は2回ないし3回行われたとみられ、紀元前221年の「廿六年詔権量銘」の他、紀元前209年の二世皇帝即位時の「元年詔権量銘」、そしてこの両者を合わせて刻した「両詔権量銘」の3種類が確認されている。
甲骨文以来の伝統をくむ小篆は権力の象徴であるとともに、「統一された法治国家」であることを示すために国の公式証明としても用いられた。この「権量銘」は官吏が証明のために所有した公印・官印と並び、その代表的存在である。

## 内容
権量銘は証明文であるため、その文は極めて簡潔であり共通の文章が用いられていた。以下に始皇帝の「廿六年詔権量銘」と二世皇帝の「元年詔権量銘」の白文、訓読、訳を示す。

### 廿六年詔権量銘
天下統一と度量衡統一の事実のみを簡潔に示す。全40字。
白文（旧字体）
廿六年。皇帝盡并兼天下。諸侯黔首大安。立號爲皇帝。乃詔丞相状綰。灋(法)度量則。不壹歉疑者。皆明壹之。
訓読（新字体）
廿六年、皇帝尽（ことごと）く天下を并兼（へいけん）し、諸侯黔首（けんしゅ）大いに安んず。号を立てて皇帝と為す。乃（すなわ）ち丞相状綰（じょうしょうじょうわん）に詔（みことのり）して、法度量の則、壱（いつ）ならずして歉疑（けんぎ）なる者は、皆明らかに之（これ）を壱にせしむ。
口語訳
（始皇帝の）二十六年、皇帝はことごとく天下を統一し、諸侯や人民は大いに安らかとなった。（ここに）王号を立てて「皇帝」と称した。そこで丞相の隗状（かいじょう）と王綰（おうわん）に詔し、度量衡の制度が統一されず疑わしいものは、みなこれを明らかにして統一させた。

### 元年詔権量銘
標準器配布に関わる話はなく、「廿六年詔権量銘」に始皇帝の名がないことから、度量衡統一の業績を二世皇帝が自分のものと主張しているように勘違いされるのを防ぐための注意書きになっている。全60字。なおほとんど同じ言い回しの文が始皇七刻石の二世皇帝追刻部にも見られる。
白文（旧字体）
元年制詔丞相斯去疾。灋(法)度量。盡始皇帝爲之。皆有刻辭焉。今襲號。而刻辭不稱始皇帝。其於久遠也。如後嗣爲之者。不稱成功盛德。刻此詔。故刻左。使毋疑。
訓読（新字体）
元年、丞相斯・去疾に制詔す。法度量は尽（ことごと）く始皇帝之（これ）を為（つく）り、皆刻辞有り。今号を襲へり。而（しか）るに刻辞始皇帝と称せざれば、其れ久遠に於（おい）て、後嗣之を為りし者の如く、成功の盛徳に称（かな）はざらん。此（こ）の詔を刻せと。故に左に刻し疑なからしむ。
口語訳
（二世皇帝の）元年、丞相の李斯・馮去疾に制を詔した。「度量衡はことごとく始皇帝が統一し、みな（標準器に）その銘が刻まれている。今、それを受け継ぐことになった。しかし今ある銘には『始皇帝』と書かれていないので、長い歳月の後には、後裔である二世皇帝が度量衡を統一したかのように、その成功や徳を（不当に）顕示しているように見えてしまいかねない。（そうならないように）この詔を刻め」と。それ故に左に刻して疑われないようにするのである。

## 研究と評価
権量銘は早く隋代の開皇2（582）年に出土したが、本格的に研究が始まったのは清代になって考証学が発展し、篆書を含む古代文字の研究が盛んになってからである。
権量銘の書体は小篆ではあるが、制定に関わった李斯本人の筆といわれる始皇七刻石と違って文字がいくぶん崩れており、正確に小篆の姿を伝えているとは言いがたい。また同じ文を2回刻するなどミスのある権量も発見されている。
しかし小篆の同時代の書蹟は極めて少ないため、多少の崩れを理解した上で、後漢代の小篆を中心とした漢字字典『説文解字』など後世資料を併用しながら研究に用いられている。

## その他
前漢の初始元（8）年に帝位を簒奪して新を建てた王莽は過激な復古政策を取ったが、その中で篆書体を公式書体とし、度量衡を統一して標準器を配るという秦そのままの政策を行った。この際に「権量銘」の制度も模倣され、「嘉量銘」という名で登場している。